# Станіслав Булак-Балахович
Станіслав Булак-Балахо́вич (Станіслаў-Мар'ян Балаховіч; нар. 10 (22) лютого 1883 — пом. 10 травня 1940) — польсько-білоруський військовий діяч, генерал.

## Життєпис
Народився в Мейштах. За офіційними даними походив із селян Відзовської волості Новоолександрівського повіту Ковенської губернії. Батьки мали шість дочок і трьох синів, серед інших і Юзефа (Йосипа, в майбутньому генерала). Його мати була полькою, а батько білорусом, білоруським патріотизмом визначався і брат Йосип.
Прізвище «Булак-Балахович» є штучним і створено самим Станіславом Балаховичем. Таке ж прізвище прийняв і Йосип. У Польщі існував спеціальний закон, який дозволяв офіційно приєднати «військове прізвисько» часів війни за незалежність Польщі до прізвищ.
Після закінчення школи в Новоолександрівському навчався у приватній чоловічій гімназії св. Станіслава в Петрограді. Займався сільськогосподарськими аканамічними заняттями. У 1903 працював бухгалтером в залізничних установах. У 1904—1914 адміністратором маєтку Городець-Лужки в Дісненському повіті (нині село Лужки Шарковщінського району) графа Плятер-Зіберга.
18 листопада 1914 прибув і був зарахований до списків 2-го Лейб-уланського Курляндського полку. 4 червня 1915 — за відміну в діях проти ворога отримав ранг молодшого унтер-офіцера. У ніч з 8 на 9 червня 1915 під час розвідки у села Шапалішкі осколками розривною кулі був поранений. 8 липня 1915 отримав ранг прапорщика. 6 лютого 1916 Найвищим наказом затвержене зведення в ранг прапорщика армійської кавалерії. Нагороджений орденами Російської імператорської армії.
У 1917—1918 ротмістр. Командир полку Червоної Армії. 2 листопада 1918 разом з кінним загоном (два дивізійони, близько 800 шабель) перейшов від червоних в Псковський корпус. На початку 1919 командир Кінного полку 2-ї бригади «Окремого корпусу Північної армії», у травні 1919 підполковник у Північній, що перетворилася в Північно-Західну армію. У червні 1919 полковник. У липні полк під його командуванням реорганізований у 2-й корпус Північно-Західної армії, в який входили: 4-я дивізія, Окрема бригада і Кінний полк Булак-Булаховича. За пропозицією генерал-лейтенанта Арсеньєва Булак-Балаховича отримав ранг генерал-майора. Пізніше був позбавлений управлінням корпусу, підлеглий Арсеньєва. У ніч на 28 січня 1920 заарештував головнокомандувача Північно-Західної армії генерала від інфантерії Миколу Юденича.
14 листопада 1919 склав прохання про отримання білоруського громадянства та прийняття його військового відділу на службу БНР. У листопаді 1919 військові формування під керівництвом С. Булак-Балаховича отримали офіційную назву, як «Окремий відділ військ БНР в Балтії». 26 листопада «Окремий відділ», згідно з договором білоруських дипломатів з урядом Естонії, прийнятий на тимчасове утримання Естонії, фінансові витрати зараховані як державна позика БНР. У листопаді-грудні «Окремий відділ» зайняв частину фронту з червоними близько Ізборську, між естонською та латиською арміями. У січні-лютому 1920 в зв'язку з веденням переговорів Естонією і Латвією з радянською Росією, розмістився в Марієнбурзі (Латвія). 22 січня 1920 «Окремий відділ» юридично включені Радою БНР в білоруську армію. Згідно з угодою урядів Польської Республіки і БНР, в складі польської армії треба сформована армія БНР. 23 лютого згідно з договором укладеним в Ризі, «Окремий відділ» входив до складу польської армії. Відділ налічував 884 офіцери і солдати. 5 березня «Окремий відділ» транспортували з Марієнбурга в Двінськ. Звідти перевезені в Берестя, відділ нараховував близько 100 офіцерів і 700 солдатів. 21 червня з Естонії та Латвії в Берестя перевезено ще близько 200 солдатів.
Відділ під командуванням генерала Станіслава Булак-Балаховича бився на польській стороні від імені білоруського уряду Антона Луцкевича. 12 жовтня Павло Алексюк, який виконував обов'язки голови Білоруського політичного комітету, підписав угоду з генералом Булак-Балаховича, згідно з яким Комітет повинен вести вербування в білоруську армію, командиром якої мав бути Булак-Балахович. Зі свого боку він зобов'язався допомагати чинному від імені уряду А. Луцкевича комітету наслідувати цивільну владу на зайнятих його армією теренах Білорусі.
Генерал Булак-Балахович, паралізуючи тили Червоної Армії, посприяв польським військам в контрнаступі у вересні 1920 року. Пробував він, згідно з домовленістю з Пілсудським, воювати з Радянською Росією і після війни на польсько-радянському фронті в жовтні 1920. Восени армія Булак-Балаховича налічувала близько 15 тис. солдатів. 10 листопада його відділи захопили Мозир і готувалися до наступу на Мінськ і Гомель. У Мозирі С. Булак-Балахович проголосив незалежність Білоруської Народної Республіки, а себе оголосив «начальником Білоруської Держави», а Білоруський політичний комітет — урядом БНР, відмовляючись таким чином підкоритися чинному уже центру влади — урядом А. Луцкевича у Варшаві і В. Ластовського в Каунасі. Прем'єр-міністром нового уряду став В'ячеслав Адамович. Від імені свого кабінету він видав маніфест до білоруського народу, в якому говорилося про подальшу боротьбу за незалежність Білорусі в змові з Польщею, проведення аграрної реформи разом з відчуженням великої земельної власності і скликання національного представництва для визначення державного устрою. Після боїв, що тривали кілька днів, відділи Булак-Балаховича під натиском Червоної Армії були змушені відступити на територію Польщі, де й були інтерновані.
Генерал Станіслав Булак-Балахович оселився у Варшаві. Займався політичною діяльністю.
Під час Польської оборонної війни став на чолі добровільного загону, який брав участь в обороні Варшави у вересні 1939.
Загинув при спробі арешту гестапівцями у Варшаві 10 травня 1940.

## Літературні твори
- Булак-Балахович С. Н. Генерал Булак-Балахович о своем деле: как было на самом деле? //Архив гражданской войны. Вып.1. Берлин, 1923.
- Вірші С. Булак-Балаховича